# 赵乐秦
赵乐秦（1960年1月1日—），男，汉族，陕西西安人。原西安公路学院公路工程系毕业，中共中央党校在职研究生学历，高级政工师。1982年10月参加工作，1984年12月加入中国共产党。中华人民共和国政治人物。曾任广西壮族自治区党委委员，自治区人大常委会副主任、党组成员。

## 从政经历
1978年10月，赵乐秦考入原西安公路学院（今长安大学）公路工程系公路工程专业学习。毕业后，被分配到陕西商洛地区公路交通部门工作，从基层公务员做起，历任地区交通局副局长、商州市（县级）副市长、镇安县县长、山阳县县委书记、商洛地区行署副秘书长。
1997年12月，任商洛地区财政局局长，次年2月升任地区行署副专员。2001年2月调陕西省人民政府，任交通厅副厅长。2005年8月，出任汉中市委副书记、市长（其间：2007年6月—2008年1月挂职任中国三峡总公司党组成员、总经理助理）。
2007年3月，兄长赵乐际任中共陕西省委书记，而赵乐秦则于2008年1月调广西贺州市，任市委书记。2010年1月，转任中共崇左市市委书记、市人大常委会主任。2013年2月，任中共桂林市委书记、市人大常委会主任。
2018年1月，广西壮族自治区第十三届人民代表大会第一次会议选举赵乐秦为广西壮族自治区人大常委会副主任。2023年1月，不再担任广西壮族自治区人大常委会副主任。

## 家庭成员
- 父：趙喜民（1933年1月10日－1999年6月19日）：早年留學蘇聯，后支邊青海。曾经任《青海日報》副總編，80年代初期回到西安，後任陝西人民教育出版社社長，育有4個兒子。
- 兄：赵乐际（1957年3月8日－），中共第十八届中央政治局委员、中央组织部部长，第十九届中央政治局常委、中国共产党中央纪律检查委员会书记[5][6][7]。与其并称为“陕西二赵”。